# New Holland (landbouwmachines)

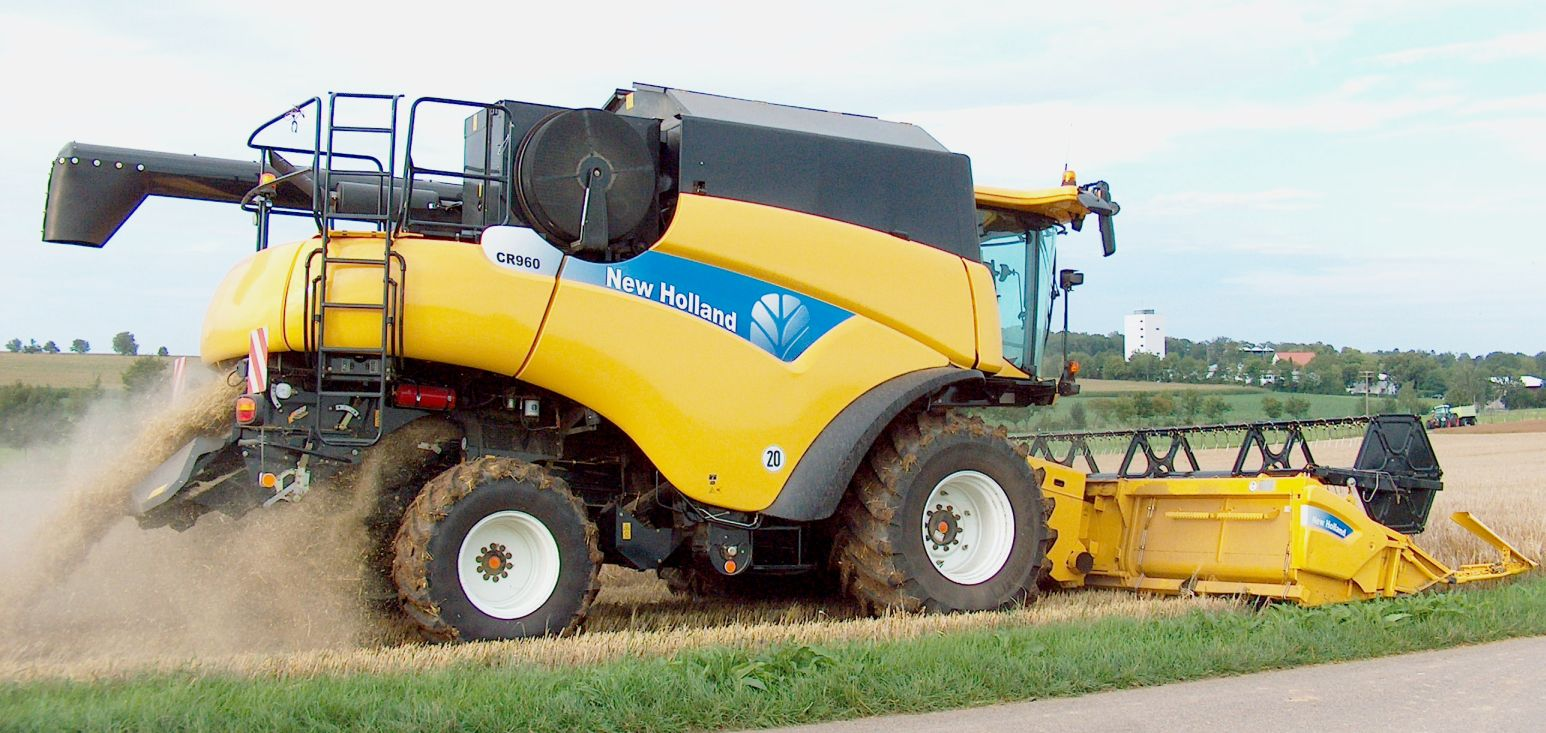
Maaidorser van New Holland

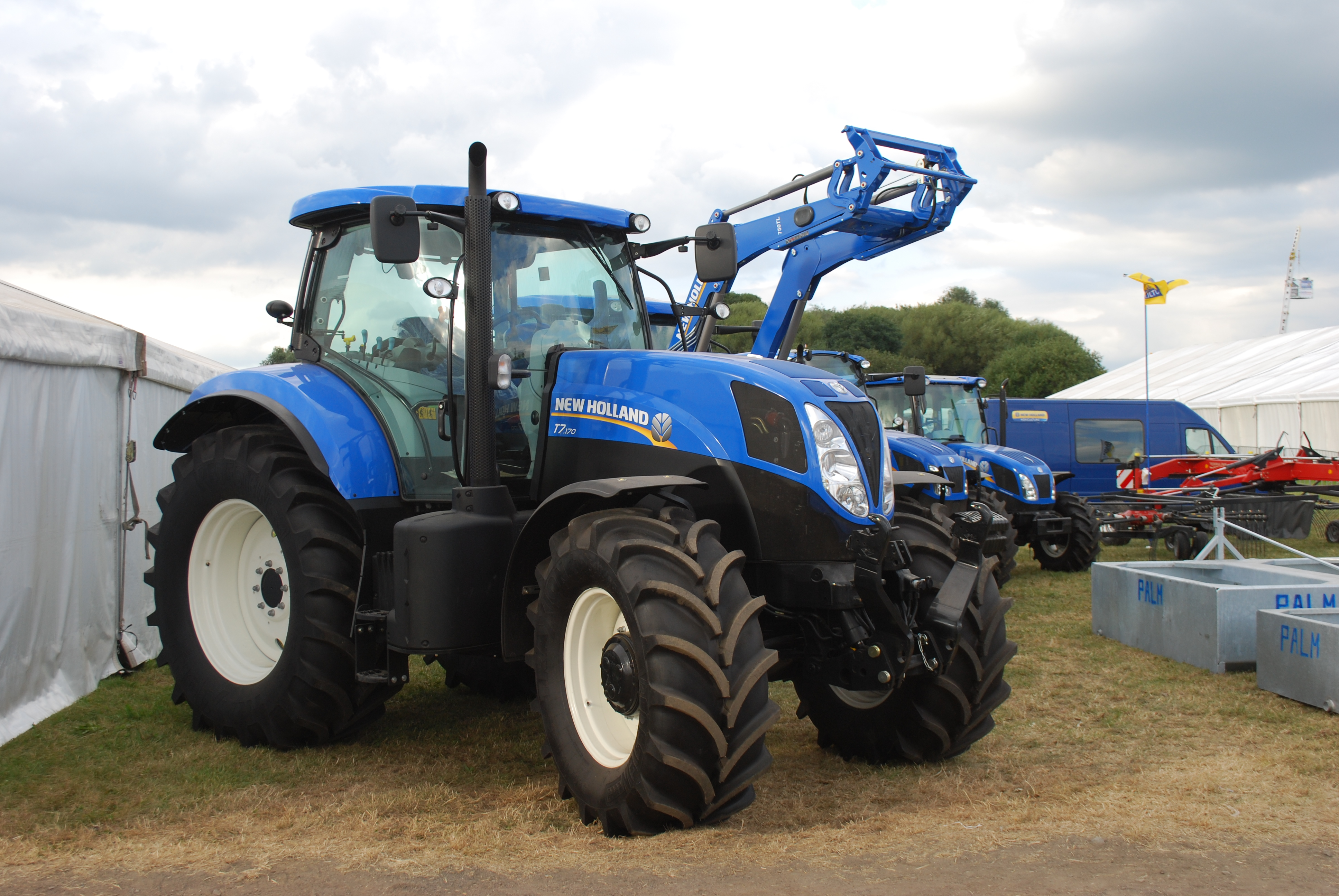
New Holland tractor, T7.170

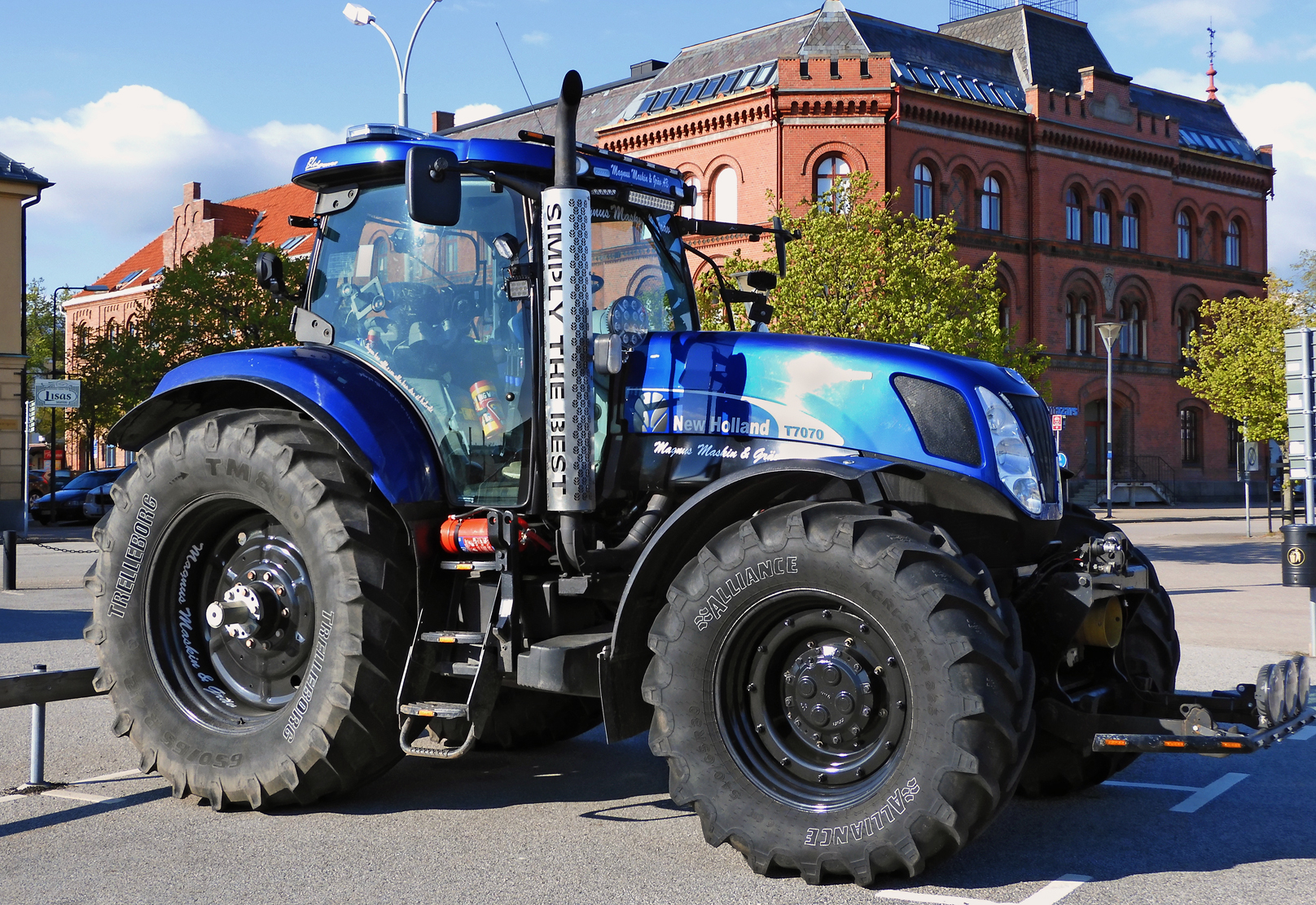
New Holland T7070 2009

New Holland is de merknaam van diverse landbouwmachines geproduceerd door CNH Industrial. Het gamma bestaat uit tractoren, oogstmachines, balenpersen, zelfrijdende spuitmachines, hooimachines, landbouwzaaimachines en andere mobiele uitrustingen. New Holland machine company werd gesticht in 1895 in de Amerikaanse staat Pennsylvania. Het bedrijf kende een lange geschiedenis van overnames en fusies en is sinds 1993 volledig eigendom van Fiat. Het merk is aanwezig in 170 landen.

## Geschiedenis

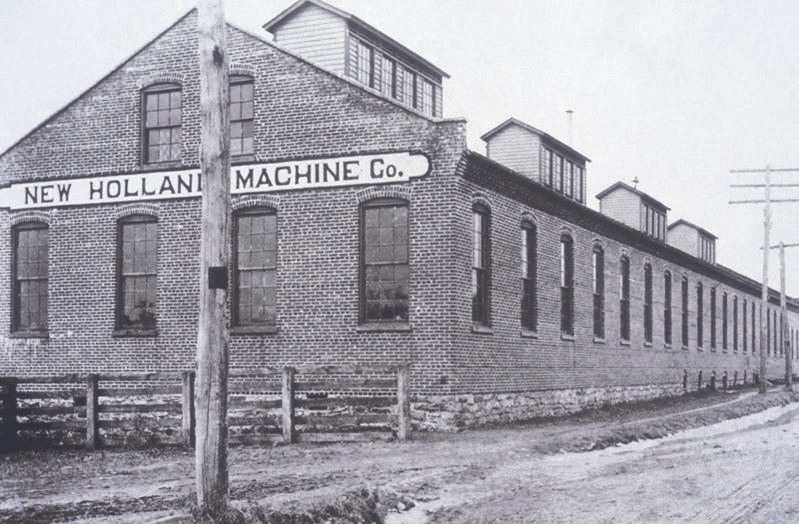
Eerste productiehal in New Holland, Pennsylvania

New Holland werd gesticht in 1895 door Abe Zimmerman in New Holland (Pennsylvania) in de Verenigde Staten. In 1947 is het opgekocht door Sperry Corporation en ging het Sperry-New Holland heten. In 1954 kocht het bedrijf een meerderheidsbelang in Claeys (België), een van de grootste producenten van maaidorsers; later werd deze geheel overgenomen. In 1974 is het begonnen met het maken van zitgrasmaaiers; deze afdeling is later verkocht aan Ariens.
Ford kocht New Holland in 1986 en verkocht later een deel van de aandelen aan Fiatagri. Vooraleer deze aandelen naar Fiat gingen, werd in 1987 nog het bedrijf Versatile tractor company overgenomen. In 1993 verkocht Ford alle aandelen aan Fiat, waardoor die onderneming de enige aandeelhouder werd.

### Samenvoegingen
Na 1993 werden beide tractorafdelingen samengevoegd. De tractoren die de nieuwe afdeling ontwierp waren verkrijgbaar in Fiat terracotta-rood en Ford blauw, om de klanten te laten wennen aan het nieuwe merk. In 2000 werd besloten om alle tractoren blauw te spuiten en te verkopen onder de merknaam New Holland. In 1998 kocht New Holland Orenstein & Koppel, een groot constructiebedrijf (O&K in Noord-Amerika is verkocht aan Terex).
In 1999 is Case IH overgenomen en ondergebracht in Case New Holland, een onderdeel van de Fiat-groep, om dit mogelijk te maken moest het trekkermerk Versatile worden verkocht. Case en New Holland brengen nog steeds tractoren en graafmachines onder eigen naam uit maar onderling verschillen ze niet veel. Zo wordt een nieuwe serie New Holland tractoren gemaakt in de fabriek van Steyr (een merk van CNH). De New Holland, Case en Steyr tractoren zijn wat betreft het mechanisch gedeelte vrijwel identiek, slechts de cabine en andere uiterlijke elementen worden nog door de merken apart ontwikkeld.

## Verspreiding
New Holland is aanwezig in 170 landen. Het bedrijf telt 33 productielocaties:

### Azië
- Dera Ghazi Khan, Pakistan: tractoren, motoren (joint ventures)
- Harbin, China: tractoren
- Naberezhnye Chelny, Rusland: tractoren en maaidorsers (joint venture)
- New Delhi, India: tractoren
- Pune, India: Maaidorsers
- Shanghai, China: tractoren (joint venture)
- Tashkent, Oezbekistan: tractoren  (joint venture)

### Europa
- Ankara, Turkije: tractoren, motoren (joint ventures)
- Antwerpen, België: aandrijvingen
- Basildon, VK: tractoren
- Coëx, Frankrijk: druivenplukmachines
- Croix, Frankrijk: onderdelen
- Erenler, Turkije: tractoren, aandrijvingen
- Jesi, Italië: tractoren
- Lecce, Italië: verreikers
- Modena, Italië: aandrijvingen
- Płock, Polen: maaidorsers, ronde balenpersen en onderdelen
- Zedelgem, België: maaidorsers, zelfrijdende hakselaars, grootpakpersen en onderdelen
- Cork, Ierland: tractoren

### Noord Amerika

#### Mexico
- Querétaro: tractoren en onderdelen (joint venture)

#### Verenigde Staten
- Fargo, North Dakota: tractoren
- Grand Island, Nebraska: maaidorsers en hooi en veevoer verwerkingsmachines
- New Holland, Pennsylvania: persen, hooi en veevoer verwerkingsmachines
- Racine, Wisconsin: tractoren, transmissies

#### Canada
- Saskatoon, Saskatchewan: planters en zaaimachines

### Zuid-Amerika

#### Brazilië
- Rio Verde: sproeimachines, tractoren en maaidorsers
- Curitiba: tractoren en maaidorsers
- Piracicaba: sproeimachines
- Sorocaba: maaidorsers

## Model codes
Rond 2016 werden nieuwe modellen ingevoerd, met een andere nummering op de motorkap. Het eerste cijfer geeft de zwaarte van de tractor, de laatste twee of drie cijfers geven het vermogen van de motor inclusief de booster. De booster geeft extra vermogen bij zwaar trekwerk. Als er een S achter de twee cijfers staan houd dit het vermogen zonder boost in en is er ook geen boost verkrijgbaar. Alle motoren voldoen aan de Tier 4B final uitlaatgasnormen.

### T5-tractoren
Deze categorie bestaat uit de modellen T5.100 (max 100 pk), T5.110 (max 110 pk) en T5.120 (max 120 pk). Deze tractoren zijn geschikt voor licht werk en werk met de frontlader.

### T6-tractoren
Deze categorie bestaat uit de modellen T6.125S, T6.145, T6.155, T6.165, T6.175 en T6.180. Dit zijn lichtere tractoren die geschikt zijn voor middelgrote bedrijven. De T6.180 en de T6.155 hebben een zescilinder motor, de andere vier hebben een viercilinder motor.

### T7-tractoren
Deze categorie bestaat uit de modellen T7.165S, T7.175, T7.190, T7.210, T7.220, T7.225, T7.230, T7.250, T7.260, T7.270, T7.275HD, T7.290HD en T7.315HD. Dit zijn tractoren voor middelgrote en grote bedrijven. Deze modellen zijn de meest geliefde modellen bij de loonwerkers, aangezien veel machines voor een vlot verloop dit vermogen nodig hebben.

### T8-tractoren
Deze categorie bestaat uit de modellen T8.275, T8.300, T8.330, T8.360, T8.390 en T8.420. Dit zijn zeer zware tractoren die naast de landbouw ook nog zeer populair zijn voor transport- en grondwerken.

### T9-tractoren
Deze categorie bestaat uit de modellen T9.390, T9.450, T9.505, T9.560 en T9.670. Deze behoren tot de grootste tractoren in de wereld. Ze worden vooral gebruikt in landen met zeer grote velden in de akkerbouw, zoals U.S.A., Oekraïne en Rusland.